# Andrea Artuković
Andrea Artuković (Los Angeles, 10. rujna 1990.) je hrvatska vaterpolistica i hrvatska reprezentativka. Po struci je športašica. Igra na mjestu napadačice. Igra desnom rukom.
Vaterpolo igra od 2001. godine. 
Sudjelovala je na EP 2010. kad su hrvatske vaterpolistice nastupile prvi put u povijesti. Te je sezone igrala za ŽVK Mladost.